# 1966-os Vuelta ciclista a España
Az 1966-os Vuelta ciclista a España volt a 21. spanyol körverseny. 1966. április 28-a és május 15-e között rendezték. A verseny össztávja 2951 km volt, és 18 szakaszból állt. Végső győztes a spanyol Francisco Gabica Billa lett.

## Végeredmény
|    | Versenyző               | Csapat     | Idő           |
| -- | ----------------------- | ---------- | ------------- |
| 1  | Francisco Gabica Billa  | Kas-Kaskol | 78 óra 53' 55 |
| 2  | Eusebio Velez           | Kas-Kaskol | 39            |
| 3  | Carlos Echevarria       | Kas-Kaskol | 44            |
| 4  | Luis Otana Arcelus      | Fagor      | 2' 17         |
| 5  | José Antonio Momene     | Kas-Kaskol | 2' 25         |
| 6  | Valentin Uriona         | Kas-Kaskol | 2' 44         |
| 7  | Antonio Gomez Del Moral | Kas-Kaskol | 3' 52         |
| 8  | Cees Haast              | Televizier | 3' 55         |
| 9  | Angelino Soler          | Ferrys     | 4' 37         |
| 10 | José Maria Errandonea   | Fagor      | 4' 40         |